# Eupogonius pilosulus
Eupogonius pilosulus är en skalbaggsart som först beskrevs av Louis Alexandre Auguste Chevrolat 1862.  Eupogonius pilosulus ingår i släktet Eupogonius och familjen långhorningar.
Artens utbredningsområde är Kuba. Inga underarter finns listade i Catalogue of Life.